# Profanum Aeternum: Eminence of Satanic Imperial Art
Profanum Aeternum: Eminence of Satanic Imperial Art – drugi album polskiego zespołu Profanum. Wydawnictwo ukazało się w 1997 roku nakładem Pagan Records.

## Lista utworów
Opracowano na podstawie materiału źródłowego.
1. "The Descent Into Medieval Darkness" – 07:23
2. "Conquering The Highest Of The Thrones In Universe" – 05:10
3. "The Serpent Crown" – 08:02
4. "Raven Singing Over My Closed Eyes" – 06:29
5. "Journey Into The Nothingness" – 06:26

## Wydania
| Rok  | Nr katalogowy   | Format      | Wytwórnia     | Region | Źródło |
| ---- | --------------- | ----------- | ------------- | ------ | ------ |
| 1997 | MOON CD 011/666 | CD, Album   | Pagan Records | Polska | [ 2 ]  |
| 1997 | MOON MC 021     | Cass, Album | Pagan Records | Polska | [ 2 ]  |